# Кизил-Кія
Кизил-Кия (кирг. Кызылкыя) — місто в Киргизстані, Баткенська область. Населення 31844 мешканці (перепис 1999). Статус міста з 1938 року.

## Клімат
Місто знаходиться у зоні, котра характеризується кліматом тропічних степів. Найтепліший місяць — липень із середньою температурою 24.7 °C (76.5 °F). Найхолодніший місяць — січень, із середньою температурою -3.4 °С (25.9 °F).
| Клімат Кизил-Киї        | Клімат Кизил-Киї | Клімат Кизил-Киї | Клімат Кизил-Киї | Клімат Кизил-Киї | Клімат Кизил-Киї | Клімат Кизил-Киї | Клімат Кизил-Киї | Клімат Кизил-Киї | Клімат Кизил-Киї | Клімат Кизил-Киї | Клімат Кизил-Киї | Клімат Кизил-Киї | Клімат Кизил-Киї |
| Показник                | Січ.             | Лют.             | Бер.             | Квіт.            | Трав.            | Черв.            | Лип.             | Серп.            | Вер.             | Жовт.            | Лист.            | Груд.            | Рік              |
| Середній максимум, °C   | −1,1             | 1,1              | 8,6              | 17,2             | 22,3             | 27,4             | 29,8             | 28,6             | 23,9             | 16,2             | 8                | 1,6              | 15,3             |
| Середня температура, °C | −3,4             | −0,9             | 6,4              | 14               | 18,7             | 22,8             | 24,7             | 23,1             | 18,3             | 11,8             | 5                | −0,6             | 11,7             |
| Середній мінімум, °C    | −10,1            | −8,1             | −1,2             | 5,7              | 9,5              | 13               | 15               | 13,5             | 8,5              | 3                | −2,6             | −6,8             | 3,3              |
| Норма опадів, мм        | 27.4             | 33.2             | 44.9             | 40.1             | 37.7             | 16.2             | 10.2             | 4.1              | 5                | 27.6             | 25.9             | 23.5             | 295.8            |
| Днів з опадами          | 7                | 7,5              | 8,8              | 8,1              | 8,3              | 5,2              | 3,4              | 2,1              | 2,2              | 4,7              | 5,3              | 6                | 68,6             |
| Вологість повітря, %    | 77.7             | 75.6             | 66.9             | 58.5             | 52               | 43.4             | 44.9             | 49.4             | 52.3             | 60.3             | 69               | 77.4             | 60.6             |
| ----------------------- | ---------------- | ---------------- | ---------------- | ---------------- | ---------------- | ---------------- | ---------------- | ---------------- | ---------------- | ---------------- | ---------------- | ---------------- | ---------------- |
| Джерело: Weatherbase    |                  |                  |                  |                  |                  |                  |                  |                  |                  |                  |                  |                  |                  |

## Економіка
Залізнична станція. Видобуток бурого вугілля. Взуттєва, харчова промисловість; виробництво будматеріалів. Краєзнавчий музей.

## Персоналії
- Нігматулін Талгат Кадирович (1949—1985) — радянський кіноактор

Уродженцем міста є Макаров Олег Михайлович — сержант Збройних сил України, учасник російсько-української війни 2014—2015.